# Resolutie 1315 Veiligheidsraad Verenigde Naties
Resolutie 1315 van de Veiligheidsraad van de Verenigde Naties werd unaniem door de
VN-Veiligheidsraad aangenomen op 14 augustus 2000. Het is de resolutie op basis waarvan het Speciaal Hof voor Sierra Leone gevormd is.

## Achtergrond
In Sierra Leone waren al jarenlang etnische spanningen tussen verschillende bevolkingsgroepen. In 1978 werd het een eenpartijstaat met een regering die gekenmerkt werd door corruptie en wanbeheer van onder meer de belangrijke diamantmijnen. Intussen was in buurland Liberia al een bloedige burgeroorlog aan de gang, en in 1991 braken ook in Sierra Leone vijandelijkheden uit. In de volgende jaren kwamen twee junta's aan de macht, waarvan vooral de laatste een schrikbewind voerde. Ze werd eind 1998 met behulp van buitenlandse troepen verjaagd, maar begon begin 1999 een bloedige terreurcampagne. Pas in 2002 legde ze de wapens neer.

## Inhoud

#### Waarnemingen
Men was erg bezorgd om de ernstige misdaden die in Sierra Leone gepleegd werden tegen de bevolking en tegen VN-personeel. De VN hadden het vredesakkoord in het land geamendeerd met een bepaling die oorlogsmisdadigers uitsloot van de voorziene amnestieregeling.

#### Handelingen
De secretaris-generaal werd gevraagd afspraken te maken met Sierra Leone over een bijzonder onafhankelijk hof om hen die schuldig waren aan ernstige misdaden te berechten. Hem werd verder gevraagd aanbevelingen te doen over:
a. Nodige bijkomende overeenkomsten,
b. De nodige deelname van VN-lidstaten, ECOWAS-lidstaten en de VN-Missie in Sierra Leone voor een efficiënte, onafhankelijke en onpartijdige missie,
c. De nodige financiële bijdragen,
d. Of het Hof expertise en advies kon krijgen van het Joegoslaviëtribunaal of het Rwandatribunaal.

## Verwante resoluties
- Resolutie 1306 Veiligheidsraad Verenigde Naties
- Resolutie 1313 Veiligheidsraad Verenigde Naties
- Resolutie 1317 Veiligheidsraad Verenigde Naties
- Resolutie 1321 Veiligheidsraad Verenigde Naties

Lijst ·  1285 ·  1286 ·  1287 ·  1288 ·  1289 ·  1290 ·  1291 ·  1292 ·  1293 ·  1294 ·  1295 ·  1296 ·  1297 ·  1298 ·  1299 ·  1300 ·  1301 ·  1302 ·  1303 ·  1304 ·  1305 ·  1306 ·  1307 ·  1308 ·  1309 ·  1310 ·  1311 ·  1312 ·  1313 ·  1314 ·  1315 ·  1316 ·  1317 ·  1318 ·  1319 ·  1320 ·  1321 ·  1322 ·  1323 ·  1324 ·  1325 ·  1326 ·  1327 ·  1328 ·  1329 ·  1330 ·  1331 ·  1332 ·  1333 ·  1334